# 軍事参議院
軍事参議院（ぐんじさんぎいん、旧字体：軍事參議院、英語: Supreme War Council, Military Council）とは、1903年（明治36年）に設置され、1945年（昭和20年）に廃止された軍事に関する天皇の諮問機関である。1887年（明治20年）の軍事参議官条例による参議官制に代わって設置された。軍政側（陸海軍大臣）、軍令側（元帥、陸軍参謀総長、海軍軍令部長、親補された陸海軍将官）を参議官とし、そのうちの古参者を議長とした。
軍事参議院は、天皇の諮詢を待って参議会を開き、意見を上奏するものとされ、独自に活動することを禁じられた。なお、陸海軍互に相関繋しない事項については陸軍または海軍のみの参議官を以って参議会を開くことが認められていた。

## 沿革

### 前史
軍事参議院が設置される以前、1887年（明治20年）に軍事参議官条例に基づき軍事参議官が設置された。軍事参議官条例に基づく軍事参議官制度はドイツから招へいしたメッケル少佐によって提唱された「最高等陸軍参議官」に起因している。軍事参議官制度では官制改正などの事項が頻繁に審議されたが、省部間の利害調整は果たせず、陸軍関係事項は陸軍当局者内で討議できたが、海軍関係事項は海相と参謀本部長の合議が必要だったため特に海軍側の不満が高かった。

### 設置
軍事参議院の構想は1901年（明治34年）4月には陸軍大臣の児玉源太郎による談話に現れている。児玉の構想には陸海軍の合議機関の必要性のほか、都督部廃止による都督の新たな処遇の必要性、元帥府改革（元帥府を取り込んで多数決制とすることで介入を抑える）などの意図があったとされる。しかし、児玉らの軍事参議院条例案は、行政整理案自体がとん挫し、「最上諮詢府」の設置に否定的で海軍将官会議や海軍技術会議など独自の機関が行政整理の対象になっていた海軍の強い反対にあって裁可には至らなかった。
1903年（明治36年）9月に海軍大臣の山本権兵衛から海軍軍令部の海軍参謀本部への名称変更案が出された。首相の桂太郎と元帥の山縣有朋が協議した結果、海軍軍令部を存置して山縣を委員長とする臨時会議で改正を審議することになった。そこで参謀次長に就任していた児玉が山本の大本営条例改正に同調しつつ軍事参議院の設置を推進した。
こうして軍事参議院は明治36年勅令第294号に基づいて設置された。

### 運用
軍事参議官の役職は次第に古参将官の名誉職、あるいは次の親補職までの待機ポストに変わっていった。特に他の親補職との兼任がない軍事参議官専任の場合はその傾向が強かった。
1936年（昭和11年）の二・二六事件に際しては、当初は軍事参議官の中にも野中四郎大尉ら反乱軍に同情的な動きがあり、事態の収束を図るために軍事参議官も非公式に会議を開き、次の陸軍大臣告示（昭和11年2月26日）が発せられた。
しかし昭和天皇は断固討伐の意思を変えず、軍事参議官も最終的に追随。日和見主義と無力さを露呈し、陸軍内の世代交代・下克上をさらに促進することとなった。

### 廃止
1945年（昭和20年）11月30日、元帥府条例等廃止ノ件（昭和20年勅令第669号）により廃止された。

## 構成
軍事参議院は次の軍事参議官をもって構成される。
議長軍事参議官中、高級古参の者を以てこれに充てるものとされた。緊急の事件については議長が院議を経ないで諮詢に対えることができる。
軍事参議官元帥、陸軍大臣、海軍大臣、参謀総長、軍令部総長及び特に軍事参議官に親補された陸海軍将官（他の親補職を兼任する場合と、軍事参議官専任の場合があった）。特に親補された軍事参議官には副官として佐尉官1人が付された。軍事参議官自体は閑職であったが、予備役編入の審議や三長官の人選などの業務を担い、派閥争いでは重要なポストであった。
幹事長侍従武官長又は他の将官を以てこれに充て、軍事参議会の庶務を整理させた。
幹事侍従武官中陸海軍佐官各1人を以てこれに充て、幹事長の職務を補助させる。
その他、必要ある場合においては重要の職に在る将官を以って臨時参議官に補して参議会に列させる。ただし、その関係する議事が終ったときはただちに解職されたものとされる。

## 特に軍事参議官に親補された陸海軍将官
階級は補せられた時点のものを表記する。

### 陸軍
- 野津道貫大将（1904年1月14日 - 1906年1月31日）：薩摩藩
- 黒木為楨大将（1904年1月14日 - 1909年3月16日）：薩摩藩
- 奥保鞏大将（1904年1月14日 - 1906年7月30日）：小倉藩
- 山口素臣大将（1904年3月17日 - 8月7日）：長州藩
- 伏見宮貞愛親王・大将（1905年1月19日 - 1915年1月9日）
- 桂太郎大将（1906年1月7日 - 1908年7月14日）：長州藩
- 乃木希典大将（1906年1月26日 - 1912年9月13日）：長州藩
- 川村景明大将（1906年1月26日 - 8月30日、1908年12月21日 - 1915年1月9日）：薩摩藩
- 長谷川好道大将（1908年12月21日 - 1912年1月20日）：岩国藩
- 西寛二郎大将（1908年12月21日 - 1911年3月10日）：薩摩藩
- 大島久直大将（1911年9月6日 - 1913年9月5日）：秋田藩
- 寺内正毅大将（1911年9月6日 - 1916年10月9日）：長州藩
- 大島義昌大将（1912年4月26日 - 1915年8月15日）：長州藩
- 閑院宮載仁親王・大将：（1912年11月27日 - 1919年12月12日）
- 浅田信興大将（1914年4月22日 - 1916年10月12日）：川越藩
- 上原勇作大将（1915年2月15日 - 12月17日）：陸士旧3期
- 一戸兵衛中将（1915年2月15日 - 12月17日、（兼）大将：1915年12月17日 - 、1919年8月26日- 1920年6月20日）：津軽藩
- 大迫尚道中将（1915年2月15日 - 1919年7月25日）：陸士旧2期
- 井口省吾中将（1916年8月18日 - 1920年8月10日）：陸士旧2期
- 中村覚大将（1917年7月31日 - 1919年2月20日）：彦根藩
- 大谷喜久蔵大将（1917年8月6日 - 1920年12月28日）：陸士旧2期
- 秋山好古大将（1917年8月6日 - 1923年3月17日）：陸士旧3期
- 仁田原重行大将（1918年7月2日 - 1921年7月15日）：陸士旧6期
- 松川敏胤大将（1918年7月24日 - 1922年11月24日）：陸士旧5期
- 本郷房太郎大将（1918年10月10日 - 1921年6月25日）：陸士旧3期
- 久邇宮邦彦王中将（1919年11月25日 - 1929年1月27日）：陸士7期
- 梨本宮守正王中将（1919年11月25日 - 1932年8月8日）：陸士7期
- 大庭二郎中将（1919年11月25日 - 1920年8月16日、1922年11月24日 - 1926年3月2日）：陸士旧8期
- 宇都宮太郎大将（1920年8月16日 - 1922年2月15日）：陸士旧7期
- 大井成元大将（1921年1月6日 - 1923年3月17日）：陸士旧6期
- 柴五郎大将（1921年5月5日 - 1922年11月24日）：陸士旧3期
- 田中義一大将（1921年8月30日 - 1923年9月2日、1924年1月7日 - 1925年4月9日）：陸士旧8期
- 河合操大将（1922年5月10日 - 1923年3月17日）：陸士旧8期
- 立花小一郎大将（1922年11月6日 - 1923年3月17日）：陸士旧6期
- 由比光衛大将（1922年12月15日 - 1923年1月20日）：陸士旧5期
- 町田経宇大将（1923年4月1日 - 1925年5月1日）：陸士旧9期
- 福田雅太郎大将（1923年8月6日 - 1925年5月1日）：陸士旧9期
- 山梨半造大将（1923年9月6日 - 1923年9月20日、1924年8月20日 - 1925年5月1日）：陸士旧8期
- 尾野実信大将（1923年10月10日 - 1925年5月1日）：陸士旧10期
- 菊池慎之助大将（1924年8月20日 - 1927年8月22日）：陸士旧11期
- 森岡守成中将（1925年5月1日 - 1926年3月2日、大将：1927年3月5日 - 7月26日）：陸士2期
- 武藤信義中将（1925年5月1日 - 1926年7月28日、1932年5月26日 - 8月8日）：陸士3期
- 白川義則大将（1926年7月28日 - 1927年4月20日、1929年7月2日 - 1932年2月25日）：陸士1期
- 菅野尚一大将（1926年7月28日 - 1927年12月16日）：陸士2期
- 井上幾太郎中将（1926年7月28日 - 1933年3月18日）：陸士4期
- 鈴木孝雄中将（1926年7月28日 - 1933年3月18日）：陸士2期
- 宇垣一成大将（1927年4月20日 - 1929年7月2日、1931年4月14日 - 6月17日）：陸士1期
- 田中国重大将（1928年8月10日 - 1929年8月1日）：陸士4期
- 金谷範三大将（1929年8月1日 - 1930年2月19日、1931年12月23日 - 1933年6月6日）：陸士5期
- 南次郎大将（1930年12月22日 - 1931年4月14日、1931年12月13日 - 1934年12月10日）：陸士6期
- 菱刈隆大将（1931年8月1日 - 1933年7月29日、1934年12月10日- 1935年8月1日）：陸士5期
- 渡辺錠太郎大将（1931年8月1日 - 1936年2月26日）：陸士8期
- 林銑十郎大将（1932年5月26日 - 1934年1月23日、1935年9月5日- 1936年3月6日）：陸士8期
- 本庄繁中将（1932年8月8日 - 1933年4月6日）：陸士9期
- 真崎甚三郎中将（1932年8月8日- 1936年3月6日、1935年7月16日- 1936年3月6日）：陸士9期
- 松井石根中将（1933年3月18日- 8月1日、大将：1934年8月1日 - 1935年8月1日）：陸士9期
- 阿部信行大将（1933年8月1日- 1936年3月6日）：陸士9期
- 荒木貞夫大将（1934年1月23日- 1936年3月6日）：陸士9期
- 川島義之大将（1934年8月1日- 1935年9月5日）：陸士10期
- 西義一大将（1935年12月2日- 1936年3月5日）：陸士10期
- 植田謙吉大将（1935年12月2日- 1936年3月6日）：陸士10期
- 寺内寿一大将（1935年12月2日- 1936年3月9日、1937年2月2日- 8月26日、1938年12月9日- 1941年11月6日）：陸士11期
- 朝香宮鳩彦王・中将（1935年12月2日- 1937年12月2日、1938年3月14日- 1945年11月30日）：陸士20期
- 東久邇宮稔彦王・中将（1935年12月2日- 1938年4月30日、1939年1月13日 -1945年8月17日、1945年4月15日 - 9月20日）：陸士20期
- 杉山元中将（1936年8月1日- 1937年2月9日、1938年6月3日- 12月9日、1939年9月12日- 1940年10月3日）：陸士12期
- 中村孝太郎中将（1937年3月1日- 1938年7月15日、大将：1941年7月7日- 12月24日）：陸士13期
- 畑俊六大将（1937年8月2日- 1938年2月14日、1938年12月15日- 1939年5月25日、1940年7月22日- 1941年3月1日）：陸士12期
- 古荘幹郎大将（1939年5月19日- 1940年7月21日）：陸士14期
- 宇佐美興屋中将（1939年5月25日- 1940年1月23日）：陸士14期
- 山田乙三中将（1939年10月14日- 1944年7月18日）：：陸士14期
- 東條英機中将（1940年2月24日 - 2月26日、臨時軍事参議官）：陸士17期
- 岡村寧次中将（1940年3月9日- 1941年7月7日）：陸士16期
- 土肥原賢二中将（1940年9月28日- 1944年3月22日、1945年5月5日 - 11月30日）：陸士16期
- 西尾寿造大将（1941年3月1日- 1943年5月1日）：陸士14期
- 尾高亀蔵中将（1941年3月1日- 6月21日）：陸士16期
- 園部和一郎中将（1941年4月10日- 6月20日）：陸士16期
- 山下奉文中将（1941年6月9日- 7月17日）：陸士18期
- 篠塚義男中将（1941年6月20日- 1942年6月2日）：陸士17期
- 多田駿大将（1941年7月7日- 9月2日）：陸士15期
- 安藤三郎中将（1941年12月1日- 1942年8月2日）：陸士18期
- 岩松義雄中将（1942年8月1日 - 12月27日）：陸士17期
- 岡部直三郎中将（1942年10月8日 - 1943年10月29日）：陸士18期
- 木村兵太郎中将（1943年3月11日 - 1944年8月30日）：陸士20期
- 後宮淳大将（1944年2月11日 - 8月25日）：陸士17期
- 安田武雄中将（1944年3月28日 - 1945年4月1日）：陸士21期
- 田中静壱大将（1944年8月3日 - 1945年3月9日）：陸士19期
- 阿南惟幾大将（1944年12月26日 - 1945年4月7日）：陸士18期
- 李王垠中将（1945年4月1日 -）：陸士29期
- 賀陽宮恒憲王・中将（1945年9月16日 - 11月16日）：陸士32期
- 梅津美治郎大将（1945年10月15日 - 11月30日）：陸士15期

### 海軍
- （兼）井上良馨大将（1904年1月14日 - 1905年12月20日）：薩摩藩
- 有栖川宮威仁親王・大将（1905年1月19日 - 1913年7月7日）
- 伊東祐亨大将（1905年12月20日 - 1906年1月31日）：薩摩藩
- 井上良馨大将（1905年12月20日 - 1911年10月31日）：薩摩藩
- 山本権兵衛大将（1906年1月7日 - 1913年2月20日）：海兵2期
- 東郷平八郎大将（1909年12月1日 - 1913年4月21日）：薩摩藩
- 片岡七郎大将（1909年12月1日 - 1917年4月26日）：海兵3期
- 上村彦之丞大将（1909年12月1日 - 1914年5月1日）：海兵4期
- 出羽重遠大将（1913年12月1日 - 1920年12月15日）：海兵5期
- 伊集院五郎大将（1914年4月22日 - 1917年5月26日）：海兵5期
- 藤井較一大将（1916年12月1日 - 1919年11月25日）：海兵7期
- 吉松茂太郎大将（1917年12月1日 - 1919年11月25日）：海兵7期
- 東伏見宮依仁親王・大将（1918年7月2日 - 1922年6月27日）
- 八代六郎大将（1918年12月1日 - 1919年11月25日）：海兵8期
- 加藤定吉大将（1919年12月1日 - 1922年12月10日）：海兵10期
- 山下源太郎大将（1919年12月1日 - 1920年12月1日、1925年4月15日 - 1928年7月1日）：海兵10期
- 名和又八郎大将（1920年8月24日 - 1922年12月10日）：海兵10期
- 島村速雄大将（1920年12月1日 - 1923年1月8日）：海兵7期
- 伏見宮博恭王・中将（1920年12月1日 - 1924年2月5日、大将：1925年4月15日 - 1932年2月2日）：海兵16期
- 村上格一大将（1922年7月27日 - 1924年1月7日、1924年6月11日 - 12月10日）：海兵11期
- 山屋他人大将（1922年7月27日 - 1922年12月10日）：海兵12期
- 野間口兼雄大将（1923年4月1日 - 1923年5月15日、1924年2月5日 - 3月10日）：海兵13期
- 栃内曽次郎大将（1923年6月1日 - 1923年12月1日）：海兵13期
- 財部彪大将（1924年1月7日 - 1924年6月11日、1927年4月20日 - 1929年7月2日、1930年10月3日 - 1932年4月6日）：海兵15期
- 岡田啓介大将（1924年6月11日 - 12月1日）：海兵15期
- 井出謙治大将（1924年6月11日 - 1925年12月5日）：海兵16期
- 鈴木貫太郎大将（1924年12月1日 - 1925年4月15日）：海兵14期
- 竹下勇大将（1925年4月15日 - 1929年11月11日）：海兵15期
- 安保清種中将（1926年12月10日 - 1927年4月20日、大将：1928年5月16日 - 1930年10月3日、1931年12月13日 - 1933年6月1日）：海兵18期
- 百武三郎中将（1926年12月10日 - 1928年5月16日）：海兵19期
- 加藤寛治大将（1928年12月10日 - 1929年1月22日、1930年6月11日 - 1935年11月1日）：海兵18期
- 山本英輔大将（1931年12月1日 - 1932年2月2日、1932年10月10日 - 1936年3月28日）：海兵24期
- 谷口尚真大将（1932年2月2日 - 1933年9月1日）：海兵19期
- 大角岑生大将（1932年5月26日 - 1933年1月9日、1936年3月9日 - 1941年2月5日）：海兵24期
- 山梨勝之進大将（1932年12月1日 - 1933年3月6日）：海兵25期
- 小林躋造大将（1933年11月15日 - 1936年3月16日）：海兵26期
- 野村吉三郎大将（1933年11月15日 - 1937年3月30日）：海兵26期
- 中村良三大将（1934年5月10日 - 1936年3月16日）：海兵27期
- 永野修身大将（1934年11月15日 - 1936年3月9日、1937年12月1日 - 1941年4月9日）：海兵28期
- 末次信正大将（1935年12月2日 - 1937年10月15日）：海兵27期
- 高橋三吉大将（1936年12月1日 - 1939年4月1日）：海兵29期
- 藤田尚徳大将（1936年12月1日 - 1939年4月1日）：海兵29期
- 百武源吾大将（1938年4月25日 - 1942年7月13日）：海兵30期
- 加藤隆義中将（1938年11月15日 - 1945年6月1日）：海兵31期
- 米内光政大将（1939年8月30日 - 1940年1月16日）：海兵29期
- 塩沢幸一中将（1939年8月30日 - 1940年9月5日、1941年9月10日 - 1943年11月17日）：海兵32期
- 吉田善吾大将（1940年11月15日 - 1942年11月10日、1943年12月1日 - 1944年5月3日、1944年8月2日 - 1945年6月1日）：海兵32期
- 日比野正治中将（1941年9月18日 - 1942年1月5日）：海兵34期
- 及川古志郎大将（1941年10月18日 - 1943年11月15日）：海兵31期
- 住山徳太郎中将（1941年11月20日 - 1942年3月14日）：海兵34期
- 豊田副武大将（1942年11月10日 - 1943年5月21日）：海兵33期
- 平田昇中将（1942年11月10日 - 1943年3月15日）：海兵34期
- 片桐英吉中将（1942年12月1日 - 1943年3月15日）：海兵34期
- 近藤信竹中将（1943年8月9日 - 12月1日、大将：1945年5月15日 - 9月5日）：海兵35期
- 野村直邦中将（1943年8月9日 - 10月20日、1944年7月22日 - 8月2日、大将：1945年5月1日 - 10月15日）：海兵35期
- 沢本頼雄大将（1944年3月1日 - 7月17日、1945年5月1日 - 9月5日）：海兵36期
- 高須四郎大将（1944年6月18日 - 9月2日）：海兵35期
- 嶋田繁太郎大将（1944年8月2日 - 1945年1月20日）：海兵32期
- 長谷川清大将（1944年12月30日 - 1945年11月30日）：海兵31期
- 塚原二四三大将（1945年5月1日 - 10月15日）：海兵36期
- 井上成美大将（1945年5月15日 - 10月10日）：海兵37期

## 関連資料

### 軍事参議官条例（明治20年6月2日勅令第20号）
軍事参議官条例（明治20年6月2日勅令第20号）による軍事参議官制度の概要は次の通りである。
- 軍事参議官は、これを帷握の中に置き、軍事に関する利害得失を審議させる。
- 軍事参議官は次の通りである。
  - 陸軍大臣
  - 海軍大臣
  - 参謀本部長
  - 監軍
- およそ事が陸軍に関するものは陸軍大臣、参謀本部長及び監軍がこれを審議し、海軍に関するものは海軍大臣及び参謀本部長がこれを審議する。
- およそ事が陸海両軍に関するものは各参議官においてこれを審議する。

### 軍事参議官条例（明治26年5月20日勅令第35号）
軍事参議官条例（明治26年5月20日勅令第35号）による、軍事参議官制度の概要は次の通りである（明治33年勅令第212号による改正前の制定時の概要）。
- 軍事参議官は、これを帷握の中に置き、軍事に関する機務に参議させる。
- 軍事参議官は次の通りである。
  - 陸軍大臣
  - 海軍大臣
  - 参謀総長
  - 監軍
  - 海軍軍令部長
- およそ事が陸海両軍に関するものは各参議官にその議に参させて、陸軍のみに関するものは陸軍大臣、参謀総長及び監軍、海軍のみに関するものは海軍大臣及び海軍軍令部長にその議に参させる。